# Marginale kosten
De marginale kosten (MK) of grenskosten zijn de kosten die één extra eenheid met zich brengt. Als de variabele kosten evenredig zijn aan het aantal eenheden, zijn de marginale kosten gelijk aan de variabele kosten per eenheid. 
Als het aantal eenheden geen geheel getal hoeft te zijn, maar een continuüm (interval) van waarden kan aannemen, en de kostfunctie {\displaystyle K} differentieerbaar is, is de marginale kost {\displaystyle MK} de eerste afgeleide van de kost als functie van de productiehoeveelheid {\displaystyle Q}:
{\displaystyle MK(Q)={\frac {dK}{dQ}}}.
Als de hoeveelheid steeds een geheel aantal eenheden is, kan de marginale kost geschreven worden als:
{\displaystyle MK={\frac {\Delta K}{\Delta Q}}}
waarbij {\displaystyle \Delta } de verandering betekent bij een extra eenheid.
De winst is de totale opbrengst (TO), verminderd met de totale kosten (TK). TK bestaat uit de vaste kosten plus de variabele kosten. Als TO en TK differentieerbare functies van Q zijn, dan geldt bij een maximale winst dat de afgeleide (de marginale winst) nul is. Dit is het geval als de marginale opbrengst (MO) gelijk is aan de marginale kosten (MK). Als, zoals vaak het geval is, MO een niet-stijgende en MK een niet-dalende functie van Q is, geldt ook het omgekeerde: de winst is maximaal als MO gelijk is aan MK. De afzet die dan gehaald wordt, kan grafisch afgeleid worden door, uitgaande van het snijpunt tussen MK en MO, verticaal naar boven tot de prijsafzetcurve te gaan; het snijpunt stelt de gemiddelde opbrengst (GO) voor bij maximale winst. Het punt op die GO-curve noemen we het punt van Cournot, wat het referentiepunt is voor de optimale afzet. 
Na dit Cournot-optimum-punt zouden de marginale kosten namelijk hoger zijn dan de marginale opbrengst en dan zou ieder extra product minder winst opleveren.